# Gravity (låt)
Gravity är en låt framförd av sångaren Hovig. Låten är skriven och producerad av Thomas G:son. Den har representerat Cypern i Eurovision Song contest.